# (15984) 1998 WM7
A (15984) 1998 WM7 a Naprendszer kisbolygóövében található aszteroida. A LINEAR projekt keretében fedezték fel 1998. november 24-én.